# Marica (Göttin)

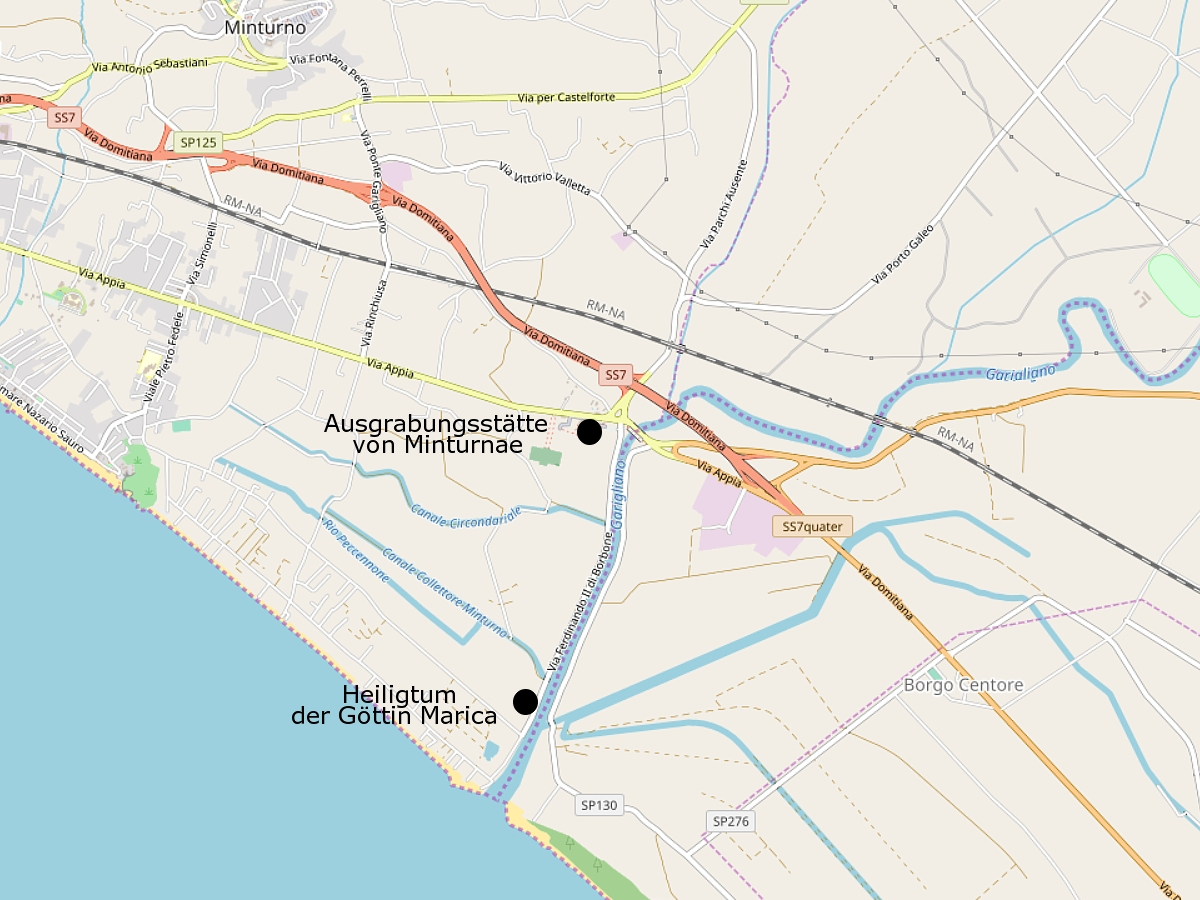
Lage des Heiligtums der Göttin Marica

Marica war eine altitalische Göttin, die seit dem 9. Jahrhundert v. Chr. in einem Heiligtum an der Flussmündung des Garigliano verehrt wurde. Die Ruinen ihres Tempels befinden sich heute an der Grenze zwischen den Regionen Latium und Kampanien nahe der Stadt Minturno, die nach dem antiken Ort Minturnae benannt ist.

## Etymologie

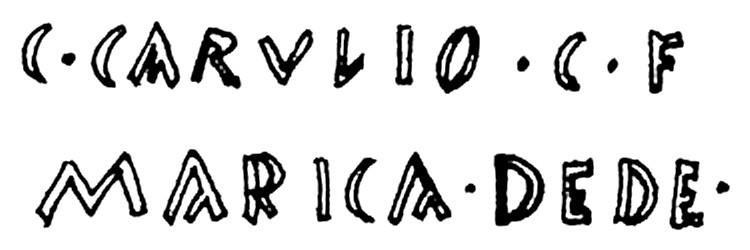
Tonbasis mit einer Widmungsinschrift an Marica aus dem 3. Jahrhundert v. Chr.

Die Lage der Kultstätte steht in enger Verbindung mit dem Wasserelement, das sich auch im Namen der Göttin widerspiegeln könnte. Nach einem Vorschlag von Mauro Cristofani und Helmut Rix liegt dem Namen Marica eine ähnliche Bildung wie Anticus und Posticus zugrunde, die jeweils auf der zweiten Silbe betont werden und vorausschauend bzw. rückwärts bedeuten. Beide Wörter beziehen sich auf eine Blickrichtung im Raum. Daher könnte der Name Marica eine auf das Meer blickende Person angeben. Carlo De Simone führt dagegen den Namen der Göttin auf die indoeuropäischen Wurzeln mari bzw. mori zurück, die im Zusammenhang mit sumpfigen Gewässern stehen. Demnach wäre Marica die Göttin des stagnierenden und sumpfigen Verlaufs des Flusses Garigliano, der in der Antike Liris genannt wurde.

## Aspekte

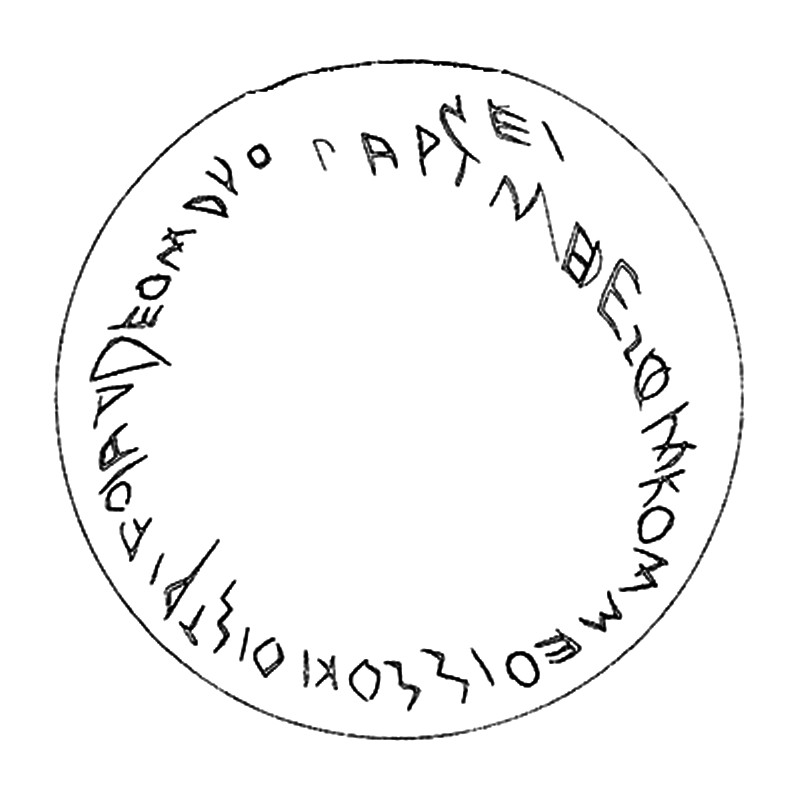
Altitalische Inschrift auf einer Schüssel aus dem 6. oder 5. Jahrhundert v. Chr.

Der Kult der Marica scheint zunächst durch die Landschaftselemente einer Waldlichtung, eines Sumpfes an einer Flussniederung und des Wassers in Form eines Flusses und des Meeres geprägt zu sein. Neben dem Bezug zu Gewässern zeigt die Gestalt der Marica später auch Eigenschaften einer Muttergöttin, die einerseits für Fruchtbarkeit und Fortpflanzung verantwortlich ist, aber auch die Konnotation einer Erdgöttin besitzt. Im Prozess der Identifikation mit Göttinnen des klassischen Pantheons wurde sie offenbar an Diana und Aphrodite angeglichen. Die römische Diana galt u. a. als Göttin der Geburt und Beschützerin der Frauen und Mädchen und die griechische Aphrodite war auch Schutzherrin der Sexualität und Fortpflanzung. Unklar ist die Beziehung zum Kult der Aphrodite, die im nahegelegenen Hafen von Minturnae in Form eines Schreins als Pontia verehrt wurde. Eine Verbindung zwischen der Verehrung der Marica und des in der römischen Epoche populären Kultes der Isis, der ägyptischen Schutzgöttin der Schifffahrt, ist in Minturnae zumindest für die Kaiserzeit dokumentiert.
Der Kult der Marica könnte auch Aspekte der Hekate aufweisen, die auch als Göttin der Wegkreuzungen, Schwellen und Übergänge verehrt wurde. Auf einer vorrömischen Keramik, die am Heiligtum gefunden worden ist und aus dem 6. und 5. Jahrhundert v, Chr. stammt, erscheint die Göttin mit dem Beinamen (Epitheton) Trivia der Hekate. Der Beiname Trivia steht für eine Kreuzung mit drei Wegen. Allerdings ist die Lesung der Inschrift umstritten. Ebenso ist ungeklärt, ob der Beiname Bezug zu Hekate nimmt oder einen Aspekt der Marica beschreiben soll. 
Marica fand auch direkt Eingang in die römische Mythologie. Vergil bezeichnete Marica in seiner Aeneis als Nymphe, also als Naturgeist, und machte sie zur Ehefrau des Faunus und Mutter des mythischen Königs Latinus. Marica wurde anscheinend auch als Synonym für die Fauna und für das Schicksal verwendet. Der Kirchenvater Lactantius verglich Marica mit der Kirke.

## Heiligtum

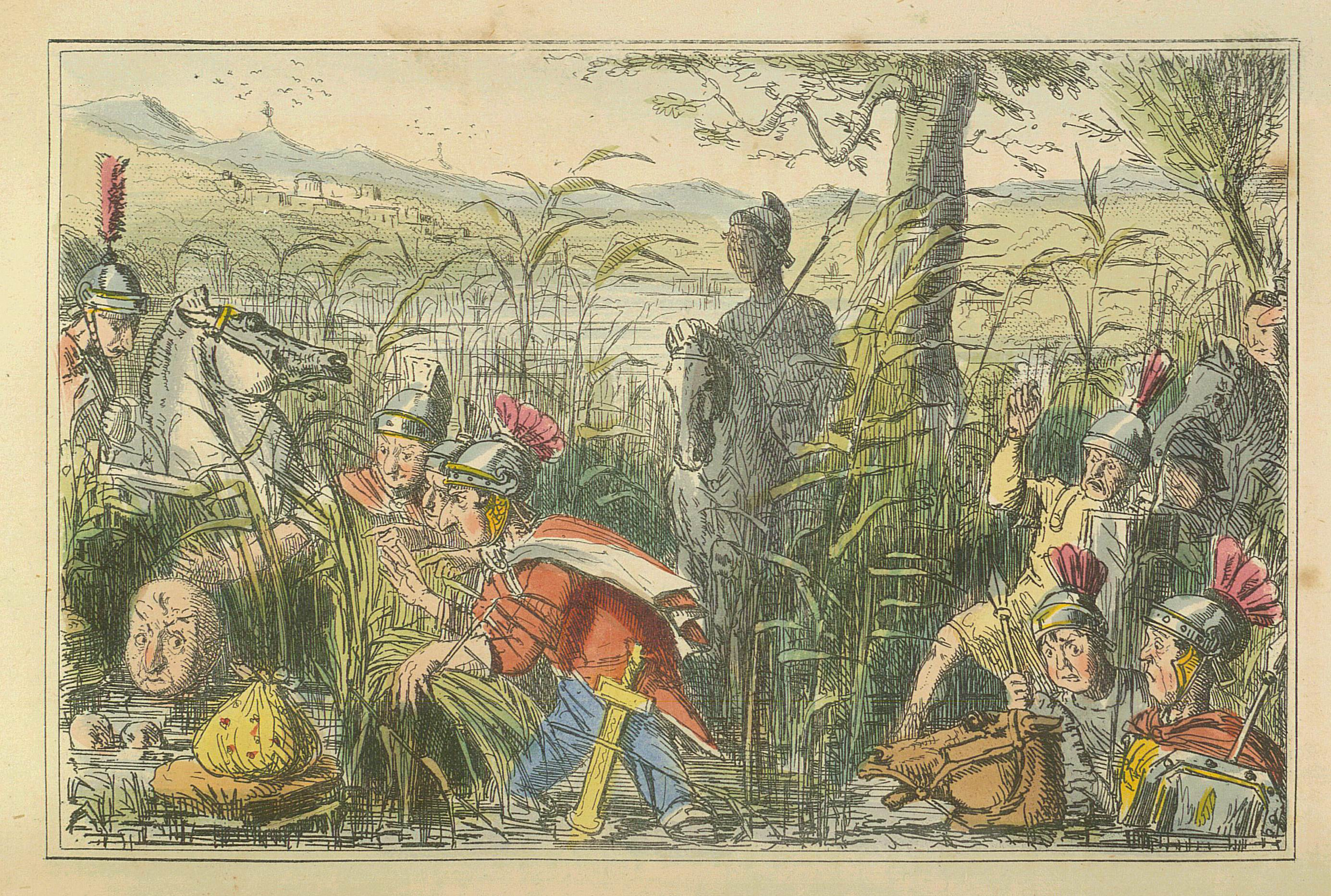
Darstellung von Marius in den Sümpfen bei Minturnae (Comic History of Rome 1850)

Das Heiligtum der Marica lag etwa 600 Meter vom Meer entfernt am nördlichen Flussufer des Garigliano. Die Kultstätte bestand wahrscheinlich schon seit dem 9. Jahrhundert v. Chr. und umfasste in dieser Frühzeit einen heiligen Hain (Lucus) mit einem Altar. Der Sage nach war Marica in diesem Hain begraben worden. Das Gelände befand sich im Siedlungsgebiet der Aurunker, eines altitalischen Volkes mit einer dem Lateinischem verwandten italischen Sprache. Die Aurunker errichteten hier Ende des 6. Jahrhunderts v. Chr. einen archaischen Tempel. Im 5. oder 4. Jahrhundert v. Chr. gründeten die Aurunker flussaufwärts eine Stadt, die von den Römern 314 v. Chr. zerstört und unter dem Namen Minturnae als Kolonie wiedererrichtet wurde.
Unter den Römern erlangte das Heiligtum offenbar überregionale Bedeutung und wurde um einen Hafen erweitert. Wahrscheinlich umfasste die Kultstätte neben dem Tempel noch andere Gebäude. Im Jahr 207 v. Chr. wurden der Hain der Marica und der Jupiter-Tempel im nahegelegenen Minturnae von Blitzen getroffen, was die Römer als Zeichen der Götter (Prodigium) werteten. 88 v. Chr. war der Feldherr und Staatsmann Marius auf der Flucht vor seinem Gegner Sulla. Auf seinem Weg von Italien nach Nordafrika kam er in die Gegend von Minturnae und fand nach antiker Überlieferung Unterschlupf im Hain der Göttin Marica. Nachdem Marius 87 v. Chr. nach Rom zurückgekehrt war, ließ er angeblich ein Bild malen, das seine Erlebnisse bei Minturnae darstellte, und stiftete es als Weihegeschenk (Anathem) dem Tempel der Marica. In diesem Zusammenhang beschrieb Plutarch das Heiligtum der Marica als einen Ort, aus dem, was einmal hineingeschafft worden war, nicht wieder herausgebracht werden durfte.

## Ausgrabungen

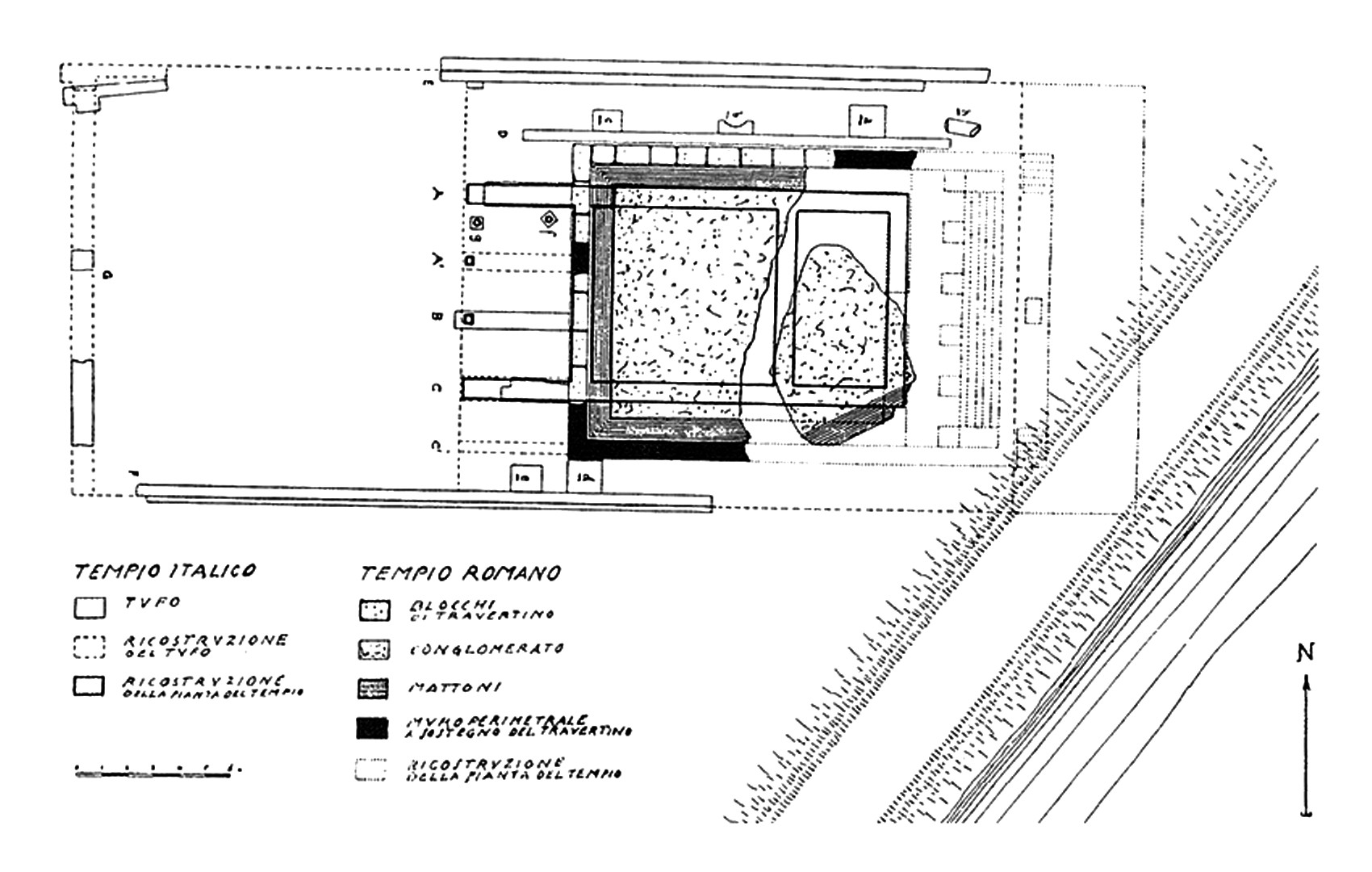
Plan des Tempels der Marica von Paolino Mingazzini (1938)

Überreste eines Tempels am nördlichen Flussufer des Garigliano waren schon längere Zeit bekannt. Seit Mitte des 19. Jahrhunderts hatten Gelehrte vor Ort vorgeschlagen, die Relikte mit dem Heiligtum der Göttin Marica zu identifizieren. Dabei stütze man sich im Wesentlichen auf literarische Quellen. 1911 entdeckte Giulio Quirino Giglioli zwei Keramiken mit Widmungen an Marica, so dass das Heiligtum zweifelsfrei der Göttin zugeordnet werden konnte.
Im Sommer 1926 wurde die Ausgrabung des Tempels unter der Leitung von Paolino Mingazzini durchgeführt. Für das Gebäude konnten zwei Bauphasen festgestellt werden: Ein älteres Gebäude aus der vorrömischen Zeit, von dem einige Tuffblöcke erhalten sind, die sich derzeit überwiegend unter der Erdoberfläche befinden. Einige der Tuffblöcke dienten offenbar als Fundament für den neueren römischen Tempel, der zwischen dem Ende des 1. und dem Beginn des 2. Jahrhunderts n. Chr. errichtet wurde. Dieser Tempel war mit seiner Frontseite nach Osten ausgerichtet, wohingegen der archaische Tempel der Aurunker nach Westen orientiert war. Bei dem römischen Tempel handelt es sich allem Anschein nach um ein Gebäude, das zu allen Seiten hin von einem Säulengang eingefasst war (Peripteros).
Die derzeit sichtbaren, dicht bewachsenen Strukturen bestehen aus einem zementartigen Podium, das etwa 90 cm aus dem Boden herausragt. Das Podium ist am äußeren Rand von mit Mörtel gebundenen Tuffsteinblöcken abgedeckt. Auf diesem Podium liegt eine Reihe von quaderförmigen Travertinblöcken auf, die den Zementboden des Tempels einfassen. Die Gesamthöhe des Aufbaus beträgt etwa 1,5 m. Vom Vorgängerbau der Aurunker fand man noch einige Terrakotta-Fragmente des Tempeldachs, darunter Antefixe und bemalte Traufziegel. Da diese Relikte wahrscheinlich aus unterschiedlichen Epochen stammen, kann man davon ausgehen, dass bereits in der Frühzeit eine Umgestaltung des Tempels erfolgte.
Auf dem Gelände wurden zahlreiche Votivgaben gefunden, die von der archaischen Zeit bis in die römische Kaiserzeit reichen. Die Artefakte aus vorrömischer Zeit, darunter vor allem Impasto-Töpferware in Form von Bechern, Krügen und Schüsseln, stammen fast ausnahmslos aus lokaler Produktion und reichen zurück bis in das 9. Jahrhundert v. Chr. Aus der römischen Epoche fand man dagegen auch Votivgaben, die in Cales, Capua und Teanum hergestellt worden waren. Zu den Fundstücken aus dieser Zeit zählen Keramikprodukte, Statuen und Kopfskulpturen. 
In unmittelbarer Nähe zum Tempel wurden einige noch wenig erforschte Strukturen identifiziert, die für das Heiligtum von funktionaler Bedeutung waren, da sich auch hier Votivgaben fanden. 80 m südwestlich des Tempels befindet sich ein Zementbau, der aus einigen Räumen besteht und von einem Tonnengewölbe bedeckt wird. Das Gebäude wurde bereits in der ersten Hälfte des 19. Jahrhunderts untersucht. Dabei entdeckte man Becher, Lampen, Statuen und eine kleine Bronze als Votivgaben, die einen unmittelbaren Zusammenhang zur Kultstätte nahelegen. Aufgrund der verwendeten Mauertechnik kann man auf eine Entstehung des Gebäudes im 1. oder 2. Jahrhundert n. Chr. schließen. Insgesamt zeugen die Erweiterungsbauten von einer überregionalen Bedeutung des Heiligtums in der Kaiserzeit.

## Antike Quellen

### Literarische Quellen
- Menturnis [...] lucum Maricae [...] de caelo tactam. (Livius, Ab urbe condita 27, 37, 2)
- Hunc Fauno et nympha genitum Laurente Marica accipimus [...]. (Vergil, Aeneis 7, 47–48)
- [...] qui Formiarum moenia dicitur princeps et innantem Maricae litoribus tenuisse Lirim late tyrannus [...]. (Horaz, Carmen saeculare 3, 17, 6–9)
- [...] ἐκπίπτει δ’ εἰς ἄλσος ἱερὸν τιμώμενον περιττῶς ὑπὸ τῶν ἐν Μιντούρναις ὑποκείμενον τῇ πόλει [...]. (Strabon, Geographika 5, 3, 6)
- Marius, post sextum consulatum annumque LXX, nudus ac limo obrutus, oculis tantummodo ac naribus eminentibus, extractus arundineto circa paludem Maricae in quam se fugiens consectantes Sullae equites abdiderat, iniecto in collum loro, in carcerem Minturnensium iussu duumuiri perductus est. (Velleius Paterculus, Historia Romana 2, 19, 2)
- [...] delabitur inde Vulturnusque celer nocturnaeque editor aurae Sarnus et umbrosae Liris per regna Maricae Vestinis inpulsus aquis […]. (Lukrez, De rerum natura 2, 422–425)
- [...] non blanda Circe Dardanisve Caieta desiderantur, nec Marica nec Liris. (Martial, Epigrammaton libri duodecim 10, 30, 8–9)
- Caeruleus nos Liris amat, quem silva Maricae protegit: hinc squillae maxima turba sumus. (Martial, Epigrammaton libri duodecim 13, 83)
- Τὸ γὰρ τῆς λεγομένης Μαρίκας ἄλσος, ὃ σέβονται καὶ παραφυλάττουσι μηθὲν ἐκεῖθεν ἐκκομισθῆναι τῶν εἰσκομισθέντων, ἐμποδὼν ἦν τῆς ἐπὶ θάλασσαν ὁδοῦ, καὶ κύκλῳ περιιόντας ἔδει βραδύνειν, ἄχρι οὗ τῶν πρεσβυτέρων τις ἐκβοήσας ἔφη μηδεμίαν ἄβατον μηδ’ ἀπόρευτον ὁδὸν εῖναι δι’ ἧς σῴζεται Μάριος. (Plutarch, Marius 39, 8)
- [...] flavaeque terens querceta Maricae Liris [...]. (Claudian, Panegyricus dictus Probino et Olybrio consulibus 259–260)
- Liris, non longe a Marsis Vestinisque, cuius in ripa nymphae Maricae Minturnensis templum est. [...] Marica in Campania, ubi Marica nympha sepulta est. (Vibius Sequester, De fluminibus fontibus lacubus nemoribus paludibus montibus gentibus per litteras 96 und 153, 30 R)
- Faunae et Fatuae nomen quasi asperum fugit poeta, et Maricam dixit fuisse uxorem Fauni. Est autem Marica dea litoris Minturnensium iuxta Lirim fluvium: Horatius «et innantem Maricae litoribus tenuisse Lirim». Quod si voluerimus accipere uxorem Fauni Maricam, non procedit: dii enim topici, id est locales, ad alias regiones non transeunt. Sed potest dictum esse per poeticam licentiam ‘Laurente Marica’, cum sit Minturnensis. Dicunt alii per Maricam Venerem intellegi debere, cuius fuit sacellum iuxta Maricam, in quo erat scriptum Ποντίῃ Ἀφροδίτῃ. (Servius, Kommentar zu Vergils Aeneis 7, 47)
- Maricam autem Minturnenses praecipue colunt, cuius etiam lucus in ipsa Minturnensium civitate est. (Pomponius Porphyrio, Commentarii in Q. Horatium Flaccum 3, 17, 8.)
- [...] nam et Romulus post mortem Quirinus factus est; et Leda Nemesis; et Circe Marica [...]. (Lactantius, Institutiones Divinae 1, 21, 23)
- Liris per paludes Maricae in mare effuditur. (Scholion zu Lukian 2, 424)
- Maricam deam Dianam dicit. Minturnenses enim Cumanis subreptum sigillum Dianae sibique datum, quoniam mari venerat, Maricam vocaverunt Dianam, sicut etiam eadem vocitatur Fascilina eo, quod intra ligni fascem sit occultata. (Scholion zu De civitate Dei von Augustinus 2, 23)

### Epigraphische Quellen
- pari med esom kom meios sokiois trivoiaḍ (oder trivoiai) deom duo[nai---]nei.[3]
- C(aius) Carulio(s) C(ai) f(ilius) Marica(e) dede(t). (CIL 01, 02438)
- Maricae d(onum) d(edit) [.] Livius Muci[a]n[us]. (AE 1908, 83)
- Διὶ Ἡλίωι Σαράπιδι καὶ Εἴσιδι μυριωνύμῳ καὶ τοῖς συννάοις θεοῖς.
L(ucius) Minicius Natalis co(n)sul, proco(n)s(ul) provinciae Africae, augur, leg(atus) Aug(usti) pr(o) pr(aetore) Moesiae Inferioris, curator operum publicorum et aedium sacrarum. (AE 1905, 183)